# Reutenmühle
Reutenmühle (auch: Reutemühle, westallgäuerisch: Ritəmilə) ist ein Gemeindeteil der Gemeinde Hergatz im bayerisch-schwäbischen Landkreis Lindau (Bodensee).

## Geographie
Die Einöde liegt circa zwei Kilometer östlich des Hauptorts Hergatz und sie zählt zur Region Westallgäu. Südlich der Ortschaft fließt die Leiblach, die hier die Gemeindegrenze zu Opfenbach bildet.

## Ortsname
Der Ortsname stammt vom mittelhochdeutschen Wort rǖte für Rodung, gerodetes Land und bedeutet somit Mühle in der Rodesiedlung.

## Geschichte
Reutenmühle wurde erstmals urkundlich im Jahr 1384 als Mühle in der Rüti erwähnt. Andere Quellen nennen die Mühle im Jahr 1350 als Lehnen der Grafen von Montfort. Um die Erstnennung sind zwei Höfe hier nachweisbar: Zum einen die Mühle, die wie die Burg Muthen der Grafschaft Montfort zu Feldkirch angehörte und zum anderen der Boggenhof, ein Lehen-Gut. Vermutlich war die Mühle zu dieser Zeit die Burgmühle der Burg Muthen. Im Jahr 1399 wurde noch ein dritter Hof im Ort erwähnt. 1496 wurde die Reutenmühle als Burgmühle der Burg Wohmbrechts genannt. Später gehörte der Ort der Reichsstadt Wangen an. Im Jahr 1928 wurde der Betrieb der Mahl- und Sägemühle eingestellt.

## Baudenkmäler
- Reutenmühle: Zweigeschossiger Bau mit Mansardwalmdach, im 13. Jahrhundert erwähnt, heutige Gestalt Ende 18./Anfang 19. Jahrhundert. Aktennummer: D-7-76-131-12.

Siehe auch: Liste der Baudenkmäler in Reutenmühle